# Grantley Goulding
Grantley Thomas Smart Goulding (ur. 23 marca 1874 w Hartpury, zm. 29 lipca 1947 w Umkomaas) – brytyjski lekkoatleta, uczestnik igrzysk olimpijskich w 1896.

## Igrzyska w Atenach w 1896
Grantley Goudling wystartował w biegu na 110 metrów przed płotki, jedynej tego typu konkurencji na igrzyskach w Atenach. Brytyjczyk bezproblemowo wygrał swój bieg eliminacyjny z czasem 18,4 s. W finale wystartowało tylko dwóch zawodników: Goulding i Thomas Curtis ze Stanów Zjednoczonych. Brytyjczyk był dużo lepszy technicznie od Amerykanina, jednak zdecydowanie wolniejszy. Walka była wyrównana do końca, na ostatnim płotku prowadził Goulding, jednak szybkość Curtisa spowodowała, że wygrał on ten bieg z przewagą około 5 cm. W 1932 roku Curtis napisał w „The Sportsman”, że Brytyjczyk „prosto ze stadionu udał się na dworzec i pierwszym pociągiem wyjechał z Aten.”

## Rekordy życiowe
- 120 jardów przez płotki – 16,8 s (1895)